# Arabesc

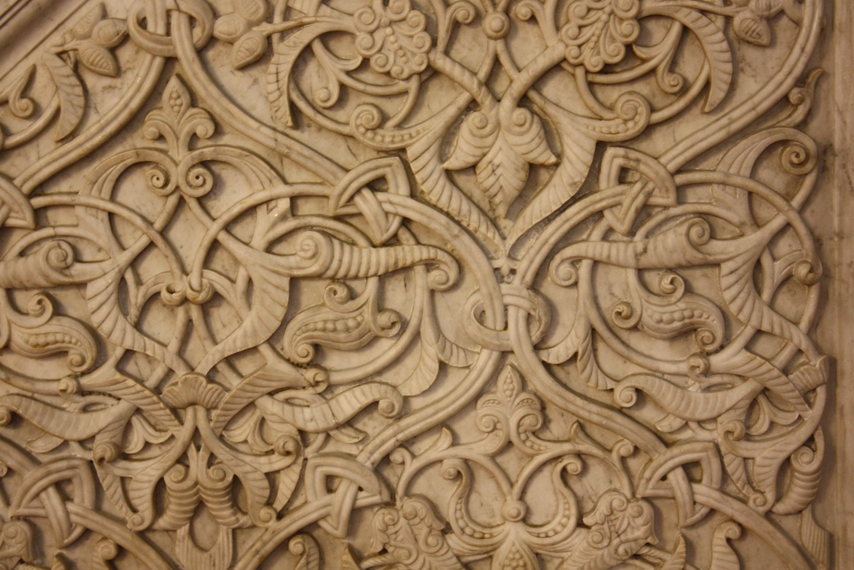
Relief de piatră cu arabescuri, în Marea Moschee din Damasc (Damasc, Siria)

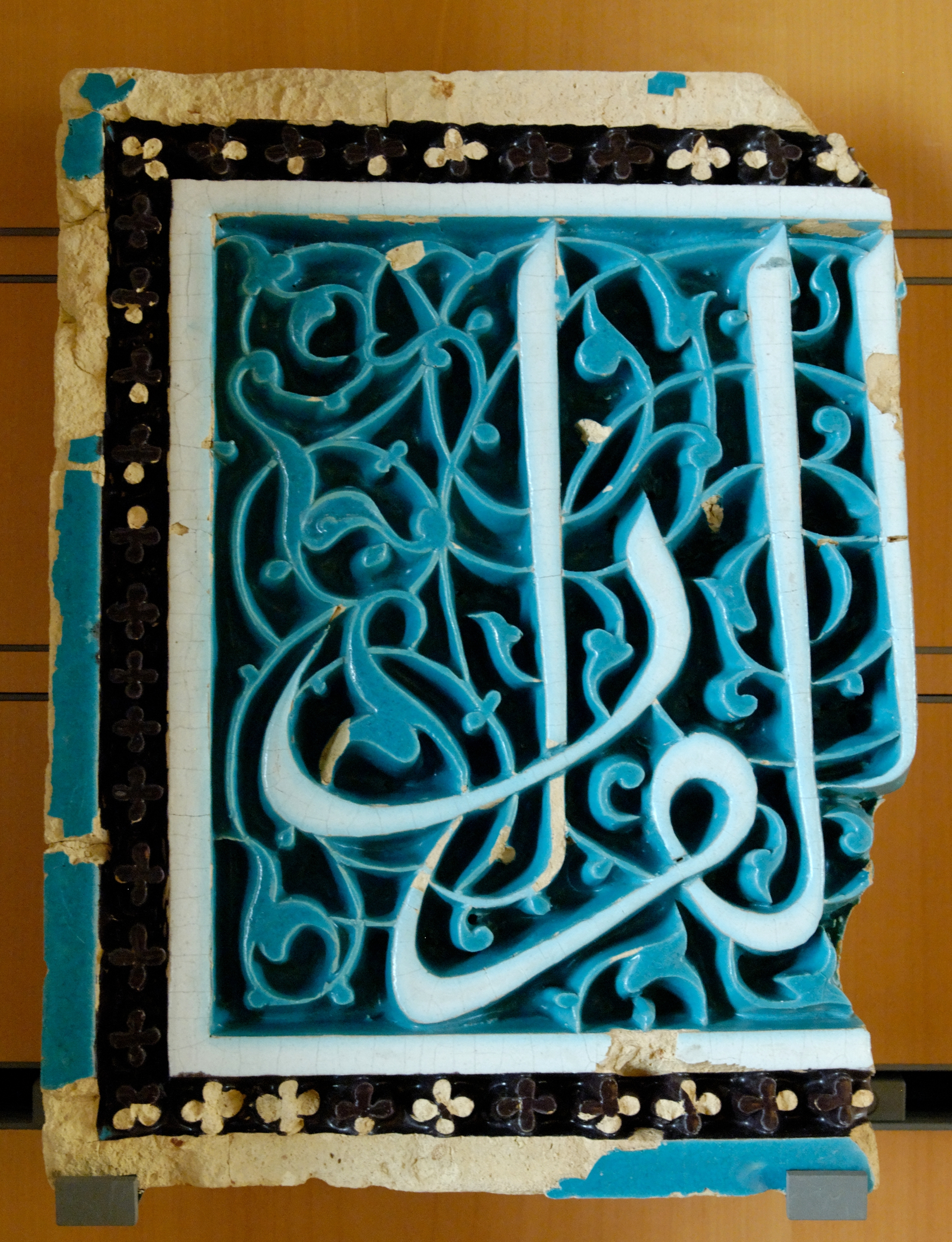
Bucată dintr-un panou ceramic din secolul al XV-lea din Samarkand (Uzbekistan) cu niște caligrafie islamică albă pe un fundal cu un arabesc albastru

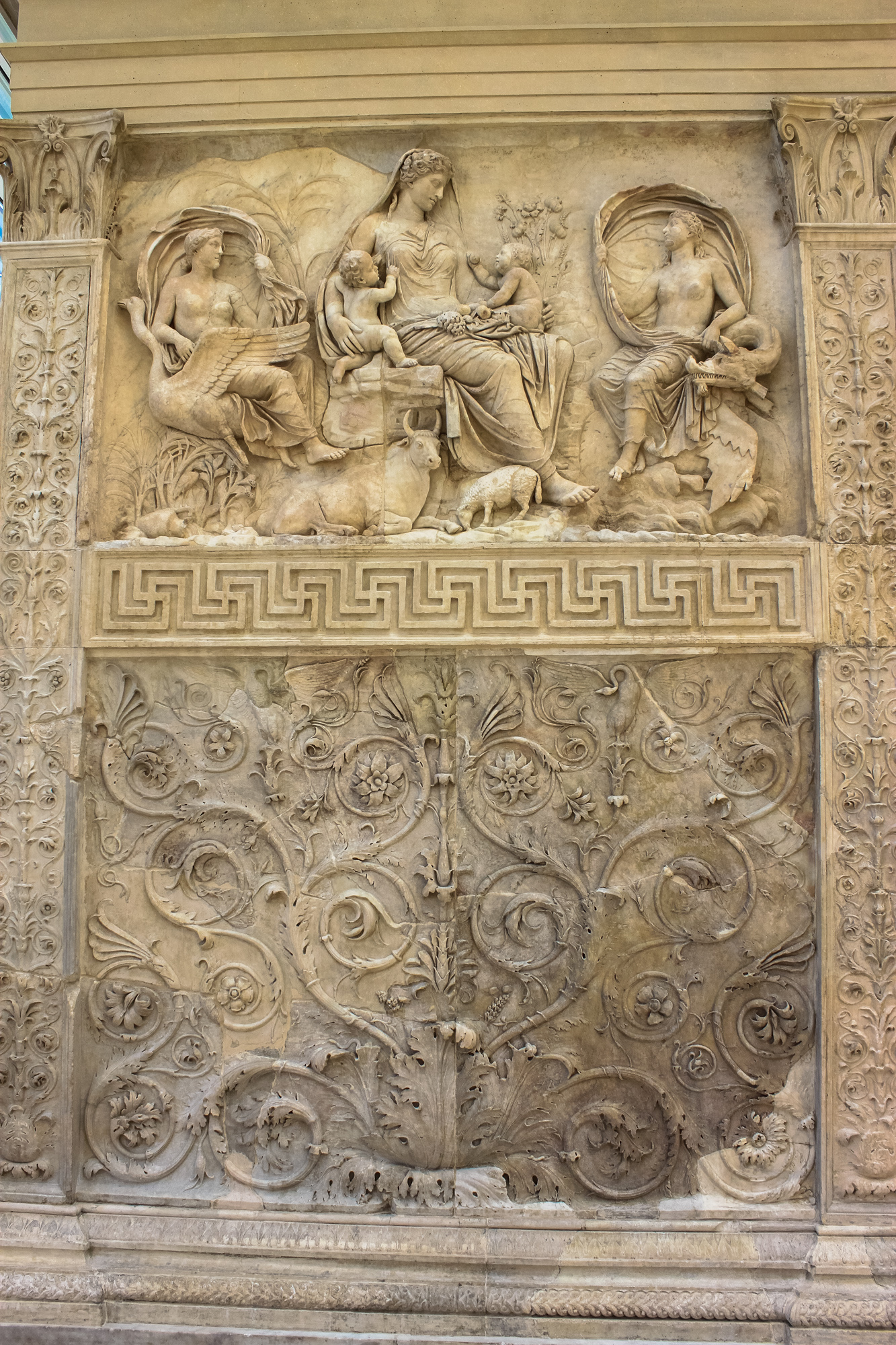
„Panoul Tellus” de la Ara Pacis, în Roma, circa 27 d.Hr.. Partea de jos a panoului e un exemplu de arabesc roman

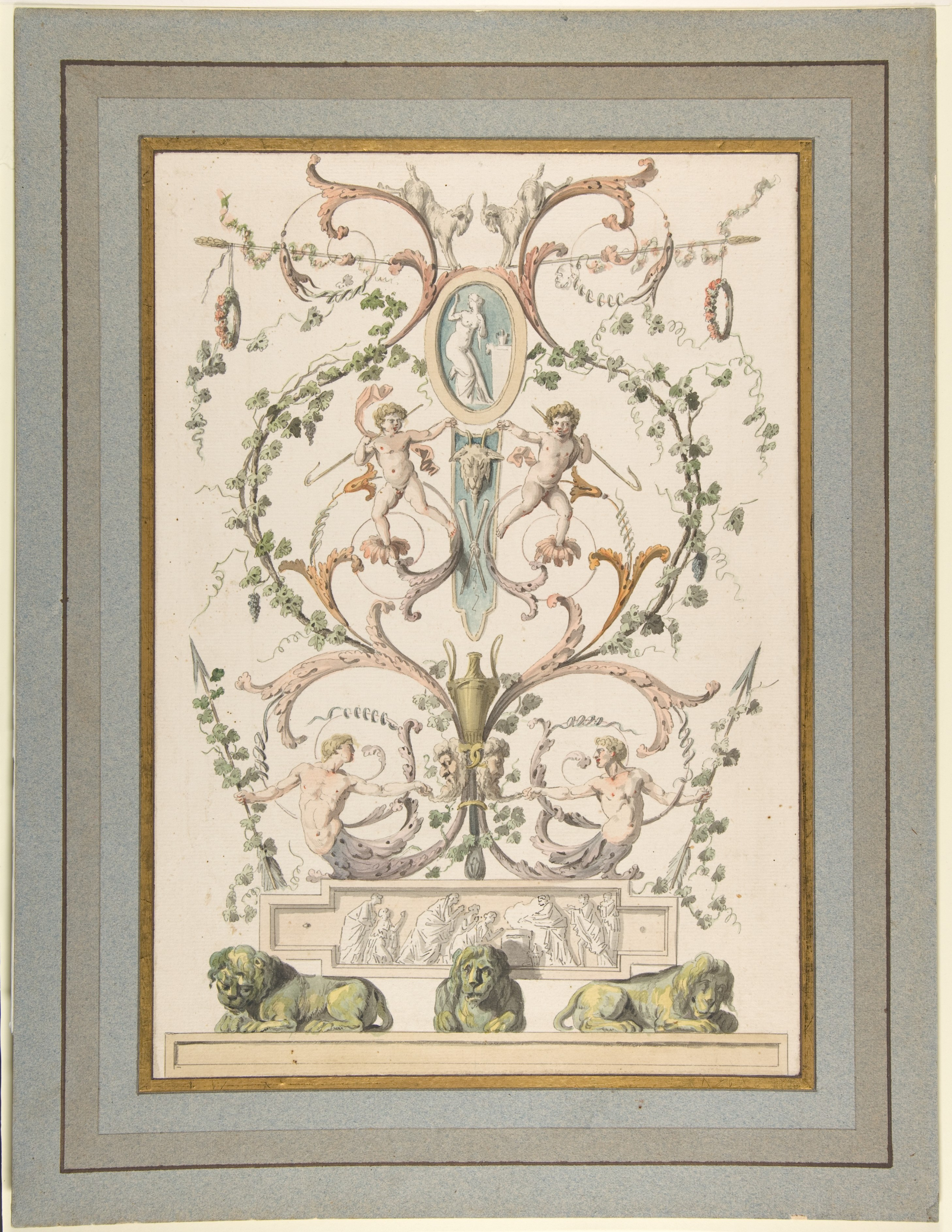
Design pentru un arabesc în stilul Ludovic al XVI-lea, de Étienne de Lavallée-Poussin, circa 1780-1793, în Muzeul Metropolitan de Artă

Arabescul (plural arabescuri) este o formă de ornamentație artistică constând în „ornamente de suprafață bazate pe modele liniare ritmice de frunziș întrețesut, cârcei” sau linii simple, adesea combinate cu alte elemente. O altă definiție este „ornament vegetal, folosit în lumea islamică, folosind de obicei frunze, derivate din semi-palmete stilizate, care au fost combinate cu tulpini spiralate”. De obicei, constă într-un singur design care poate să fie „mozaicat” sau repetat fără probleme ori de câte ori e nevoie. În cadrul gamei foarte largi de artă decorativă eurasiatică care include motive care se potrivesc cu această definiție de bază, termenul „arabesc” este folosit în mod consecvent ca termen tehnic de către istoricii în artă ca să descrie doar elemente ale ornamentelor găsite în două faze: arta islamică din aproximativ al IX-lea secol încoace și arta decorativă europeană începând cu Renașterea.
Arabescurile sunt un element fundamental al artei islamice, dar dezvoltă ceea ce era deja o lungă tradiție prin venirea islamului. Folosirea în trecut și cea actuală a termenului în ceea ce privește arta europeană poate să fie descrisă doar ca fiind confuză și inconsistentă. Unele arabescuri occidentale derivă din arta islamică, dar altele se bazează îndeaproape pe ornamentarea romană antică. În Occident, ele se găsesc în esență în artele decorative, dar, din cauza naturii în general non-figurative a artei islamice, decorarea cu arabescuri e de obicei un element foarte proeminent în cele mai semnificative opere și joacă un rol important în decorarea arhitecturii.
Se fac adesea afirmații cu privire la semnificația teologică a arabescului și originea sa într-o viziune specifică islamică asupra lumii; cu toate astea, respectivele afirmații nu sunt susținute de surse istorice scrise, deoarece, la fel ca majoritatea culturilor medievale, lumea islamică nu ne-a lăsat documentația intențiilor lor în folosirea motivelor decorative. La nivel popular, astfel de teorii par de multe ori neinformate cu privire la contextul mai larg al arabescului. În mod asemănător, conexiunile propuse între arabesc și cunoașterea arabă a geometriei rămân un subiect de dezbatere; nu toți istoricii în artă sunt convinși că astfel de cunoștințe au ajuns sau au fost necesare celor care creează arabescuri, chiar dacă în anumite cazuri există dovezi că o astfel de conexiune a existat. Cazul unei legături cu matematica islamică e mult mai puternic pentru dezvoltarea modelelor geometrice cu care arabescurile sunt adesea combinate în artă. Decorarea geometrică folosește adesea modele care sunt alcătuite din linii drepte și unghiuri regulate care seamănă oarecum cu arabescurile curviline; măsura în care și ele sunt descrise ca arabescuri variază între diferiți scriitori.

## Cele islamice
Arabescul s-a dezvoltat din tradițiile îndelungate ale ornamentelor pe bază de plante ale culturilor preluate de cuceririle islamice timpurii. Arta islamică timpurie, de exemplu în faimoasele mozaicuri din secolul al VIII-lea al Marii Moschei din Damasc, conținea deseori modele cu volute de plante, în acest caz făcute de artiști bizantini în stilul lor obișnuit. Plantele cele mai des folosite sunt versiuni stilizate ale acantei, cu accent pe formele cu frunze, și vița de vie, cu un accent egal pe tulpini răsucite. Evoluția formelor ăstora într-un tip islamic distinctiv a fost completă până în secolul al XI-lea, începând în secolele al VIII-lea sau al IX-lea în opere ca Fațada Mshatta. În procesul de dezvoltare, formele vegetale au devenit din ce în ce mai simplificate și stilizate. Supraviețuirea relativ abundentă a reliefurilor de stuc de pe zidurile palatelor (dar nu a moscheilor) din Samarra Abbasidă, capitala islamică între 836 și 892, oferă exemple de trei stiluri, stilurile A, B și C, chiar dacă mai multe dintre ele pot să apară pe același perete, iar succesiunea lor cronologică nu e sigură.
Chiar dacă conturul general al procesului este în general acceptat ca adevărat, există o diversitate considerabilă de opinii susținute de erudiții specialiști cu privire la aspecte detaliate referitoare la dezvoltarea, clasificarea și semnificația arabescului. Studiul detaliat al formelor islamice de tipul arabesc a fost început de Alois Riegl în studiul său formalist Stilfragen: Grundlegungen zu einer Geschichte der Ornamentik (Probleme de stil: fundații pentru o istorie a ornamentelor) din 1893, care în acest proces și-a dezvoltat conceptul influent de Kunstwollen. Riegl a urmărit continuitatea și dezvoltarea formalistică în formele de plante decorative de la arta egipteană antică și alte civilizații antice din Orientul Apropiat prin lumea clasică, până la arabescul islamic. În timp ce Kunstwollen are puțini adepți astăzi, analiza sa de bază a dezvoltării formelor a fost confirmată și rafinată de corpusul mai larg de exemple cunoscut astăzi. Jessica Rawson a extins recent analiza acoperind arta chineză, pe care Riegl nu a acoperit-o, urmărind multe elemente ale ornamentării chineze înapoi la aceeași tradiție; contextul comun contribuind la asimilarea motivelor chinezești în arta persană după invazia mongolă într-un mod armonios și productiv.
Multe arabescuri dispar la o margine de încadrare fără final și, prin urmare, pot să fie considerate ca fiind infinit extensibile în afara spațiului pe care îl ocupă de fapt; asta a fost cu siguranță o trăsătură distinctivă a formei islamice, dar nu fără precedent. Majoritatea, dar nu toate ornamentele cu frunziș din culturile precedente se încheie la marginea spațiului ocupat, chiar dacă modelele repetabile la infinit în frunziș sunt foarte frecvente în lumea modernă în tapet și textile.
De obicei, în formele anterioare nu există nicio încercare de realism; nicio specie anume de plantă nu e imitată, iar formele sunt adesea imposibile sau neverosimilă din punct de vedere botanic. Formele de „frunze” izvorăsc în mod obișnuit lateral de tulpină, în ceea ce se cheamă adesea o formă „jumătate de palmetă”, numită după strămoșul său îndepărtat și foarte diferit în ornamentul egiptean și grec antic. Tulpinile noi provin din vârfurile frunzelor, un tip de obicei numit caprifoi, iar tulpinile nu au adesea vârfuri, înfășurându-se la nesfârșit din spațiu. Fațada Mshatta timpurie e recunoscută ca un fel de viță de vie, cu frunze convenționale la capătul tulpinilor scurte și ciorchinilor de struguri sau fructe de pădure, dar formelor ulterioare le lipsesc de obicei. Florile sunt rare până la aproximativ 1500, după care apar mai des, în special în arta otomană, și sunt de obicei identificabile după specii. În arta otomană frunzele mari și cu pene numite saz au devenit foarte populare și au fost elaborate în desene care arată doar una sau mai multe frunze mari. În cele din urmă, decorul floral derivat în mare parte din stilurile chinezești, în special cele ale porțelanului chinezesc, înlocuiește arabescul în multe tipuri de opere de artă, cum ar fi ceramica, textilele și miniaturile.

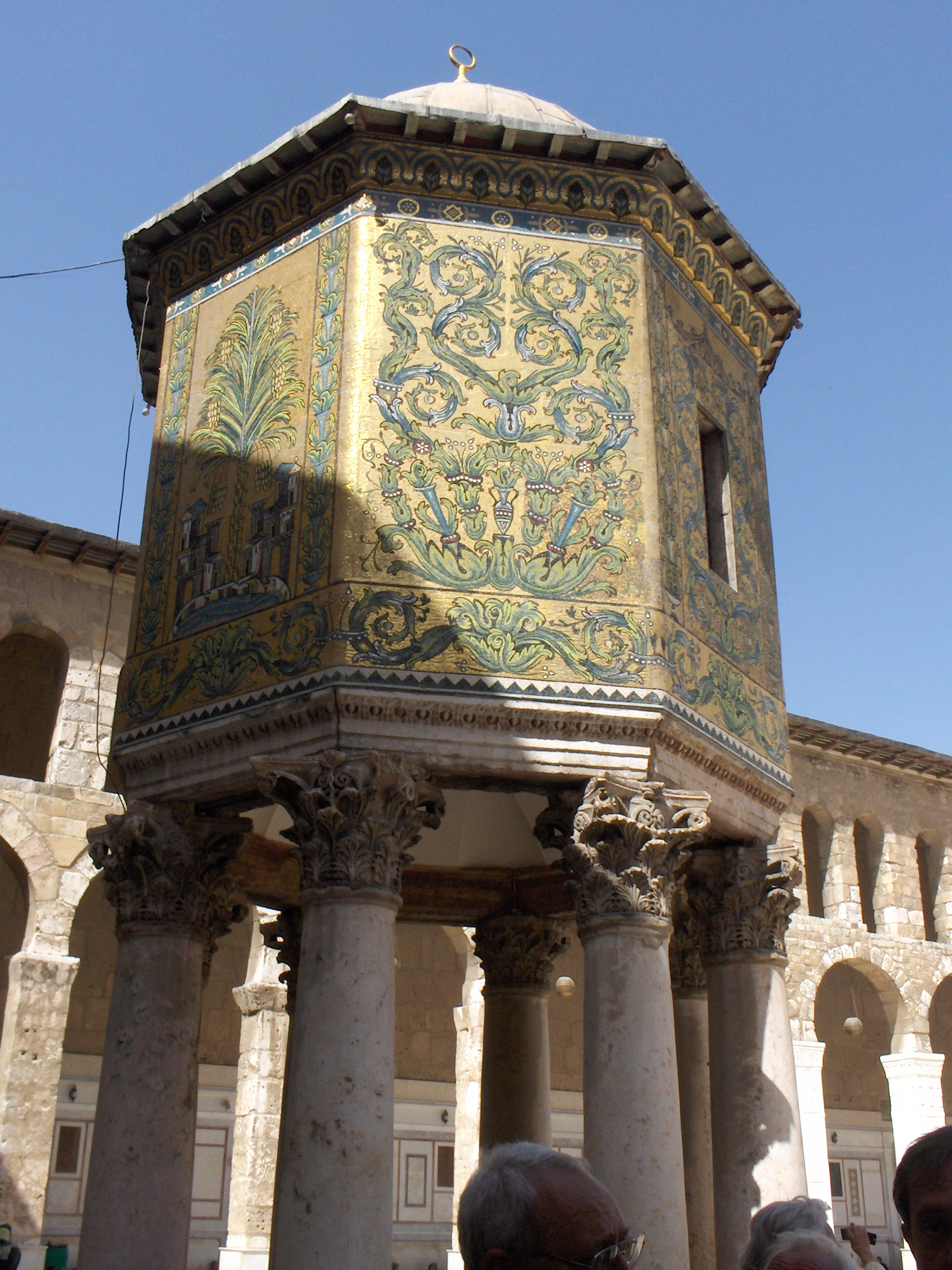
Mozaicuri de pe Cupola Trezoreriei Marii Moschei din Damasc, 789, în esență în stilul bizantin
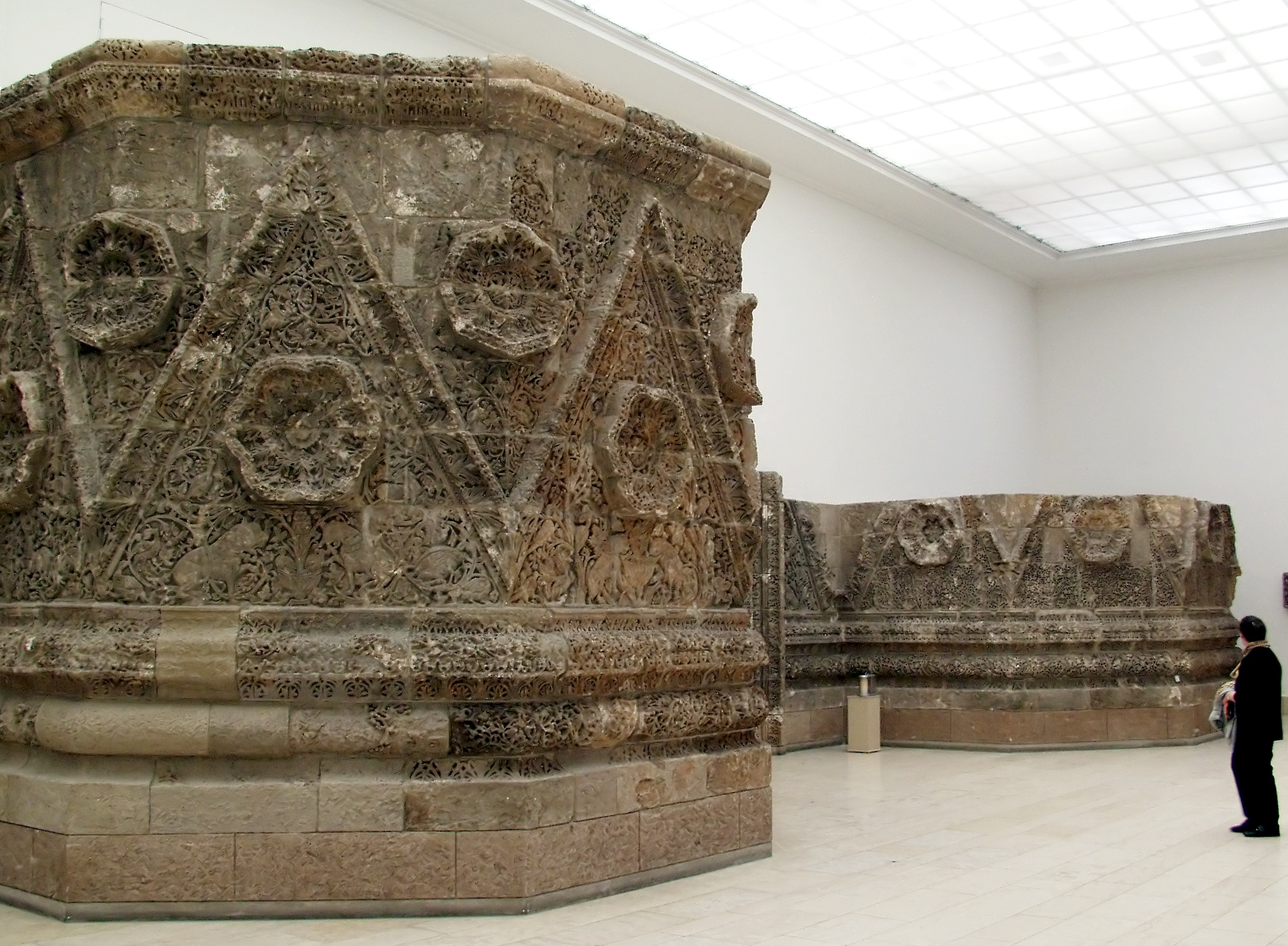
Fațada de palat de la Mshatta din Iordania, acum în Muzeul Pergamon din Berlin, circa 740?
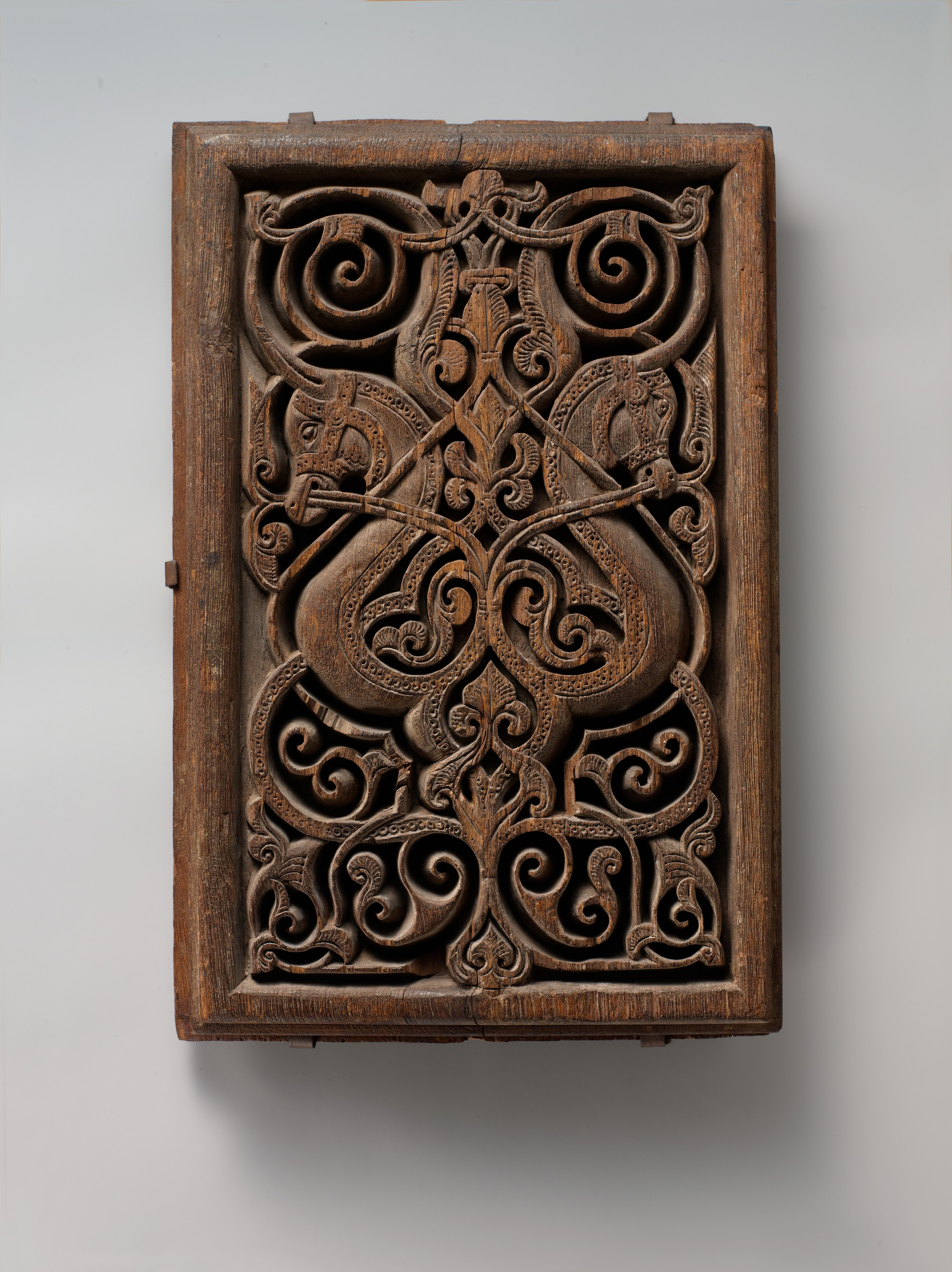
Panou cu capete de cai, secolul al IX-lea, în Muzeul Metropolitan de Artă (New York City)
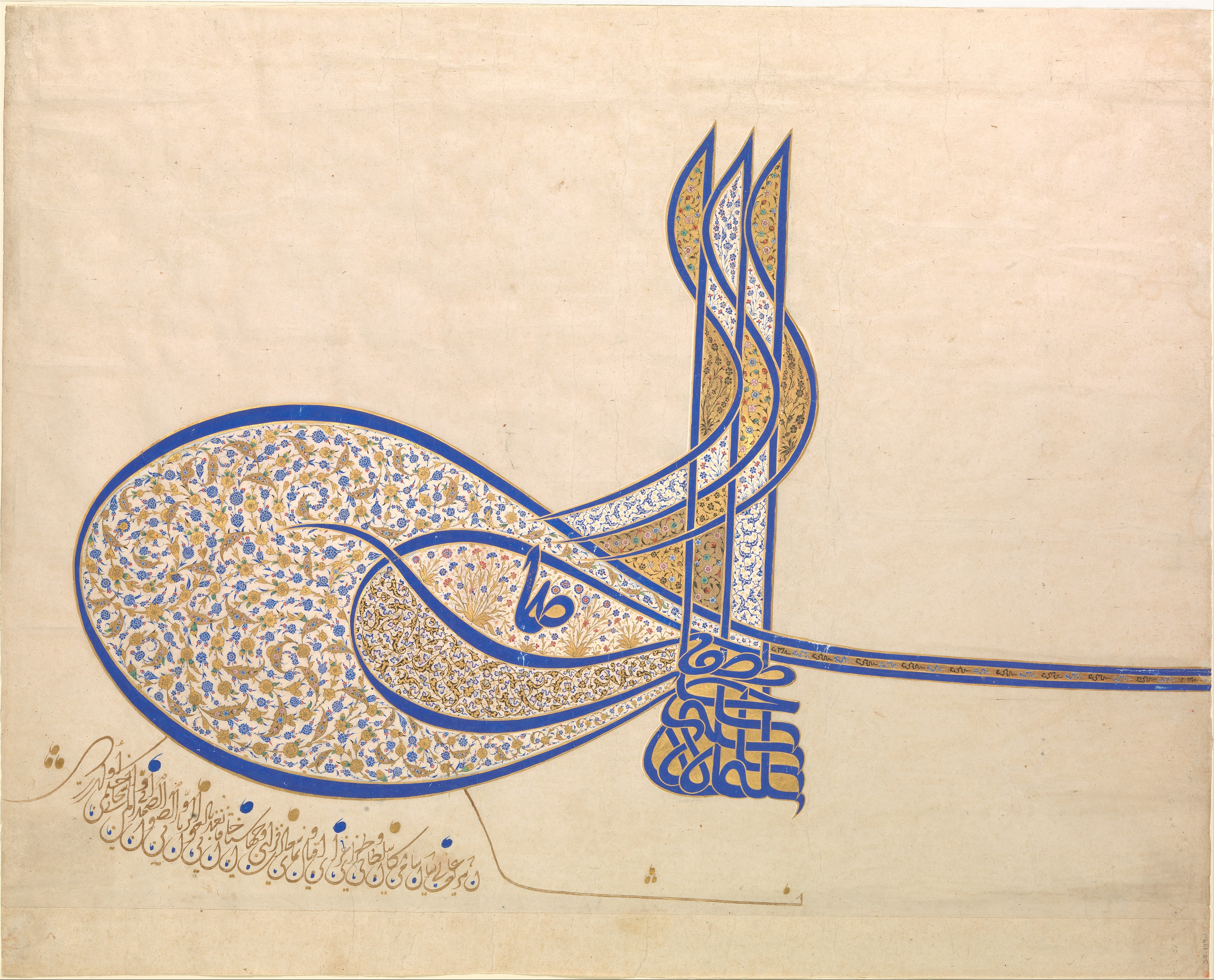
Tuğra otomană a lui Soliman Magnificul, cu flori și frunze de saz, 1520
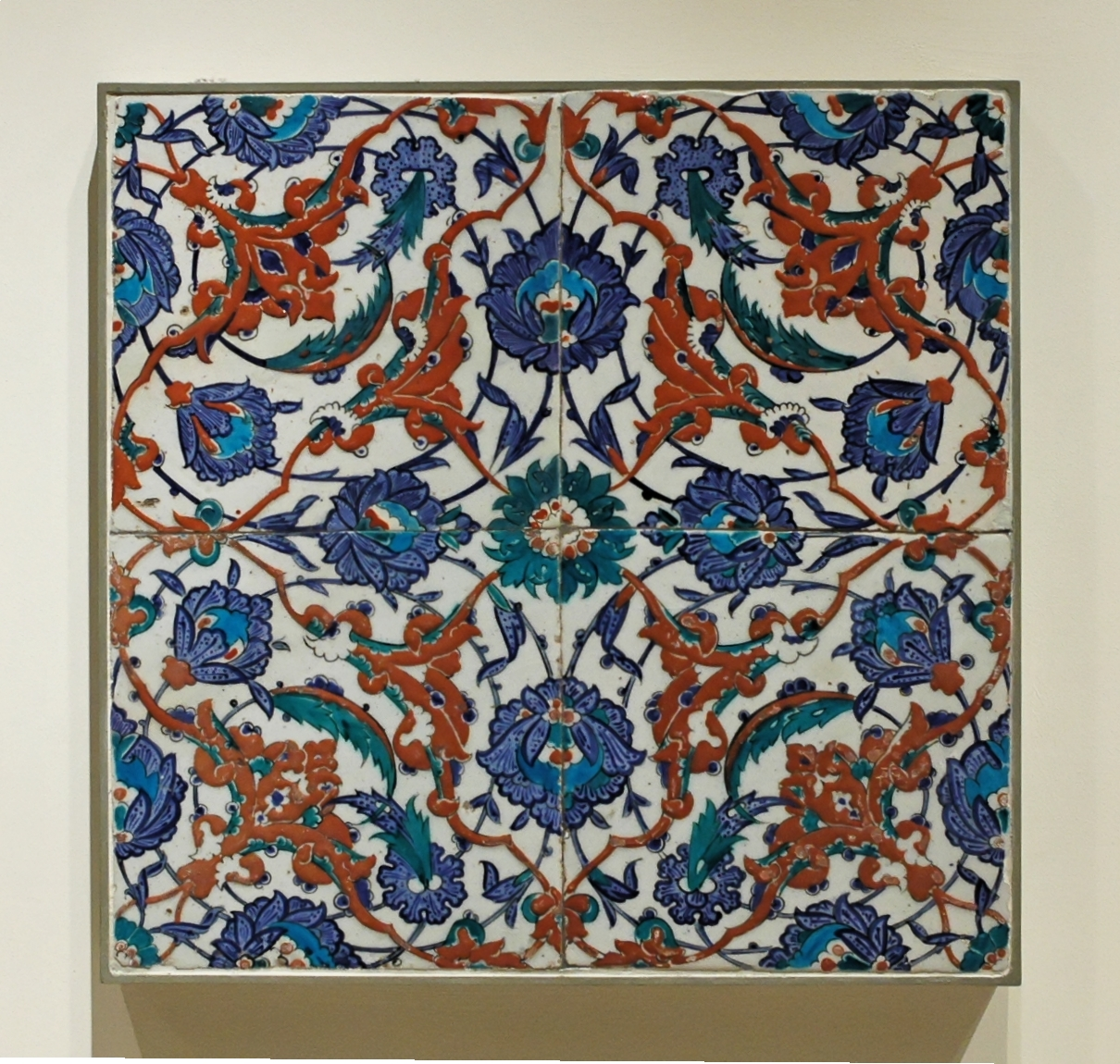
Panou format din plăci ceramice de Iznik, 1550-1600, în Luvru
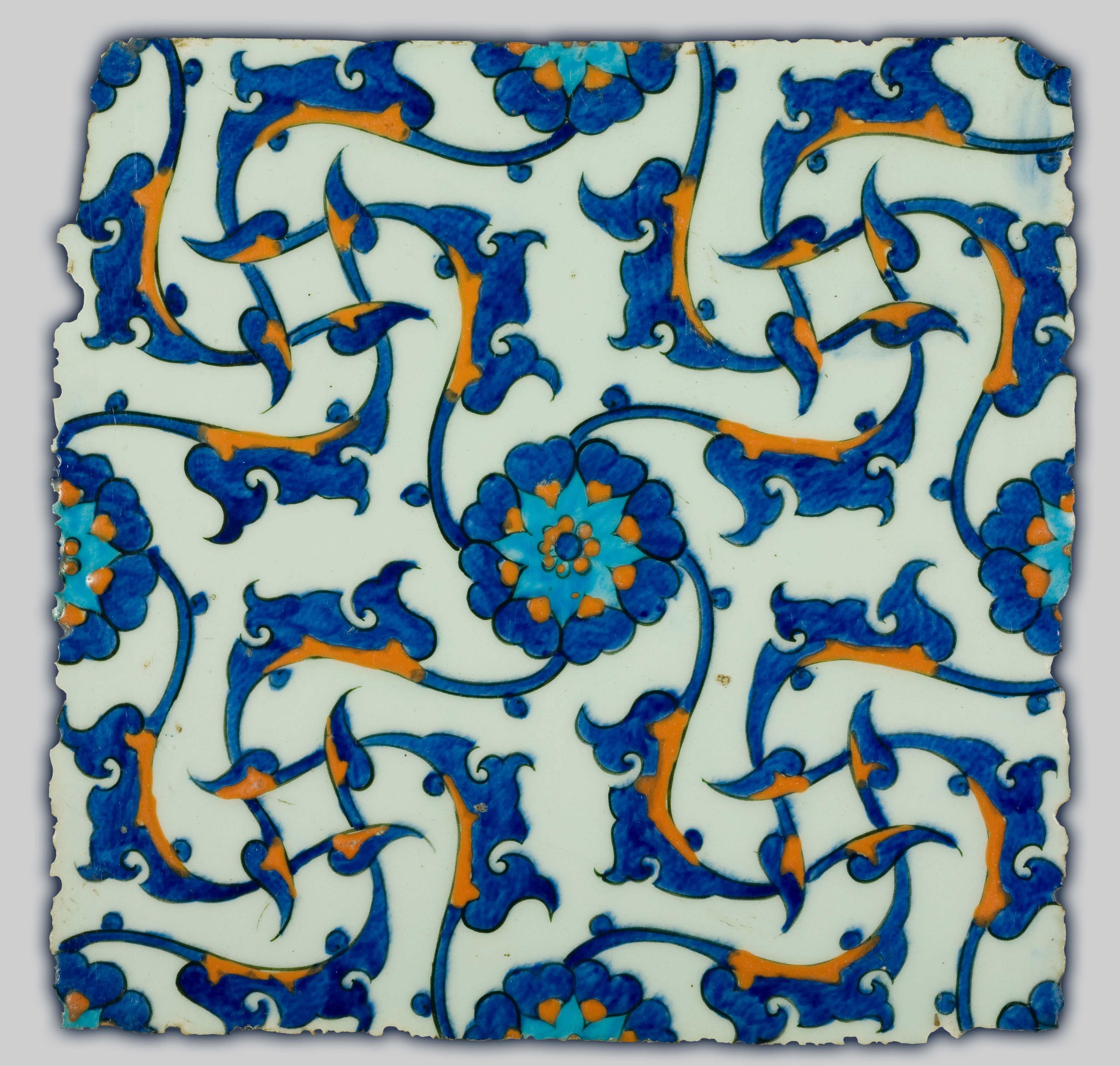
Placă ceramică de Iznik, 1560, în Muzeul de Artă Islamică din Doha (Qatar)
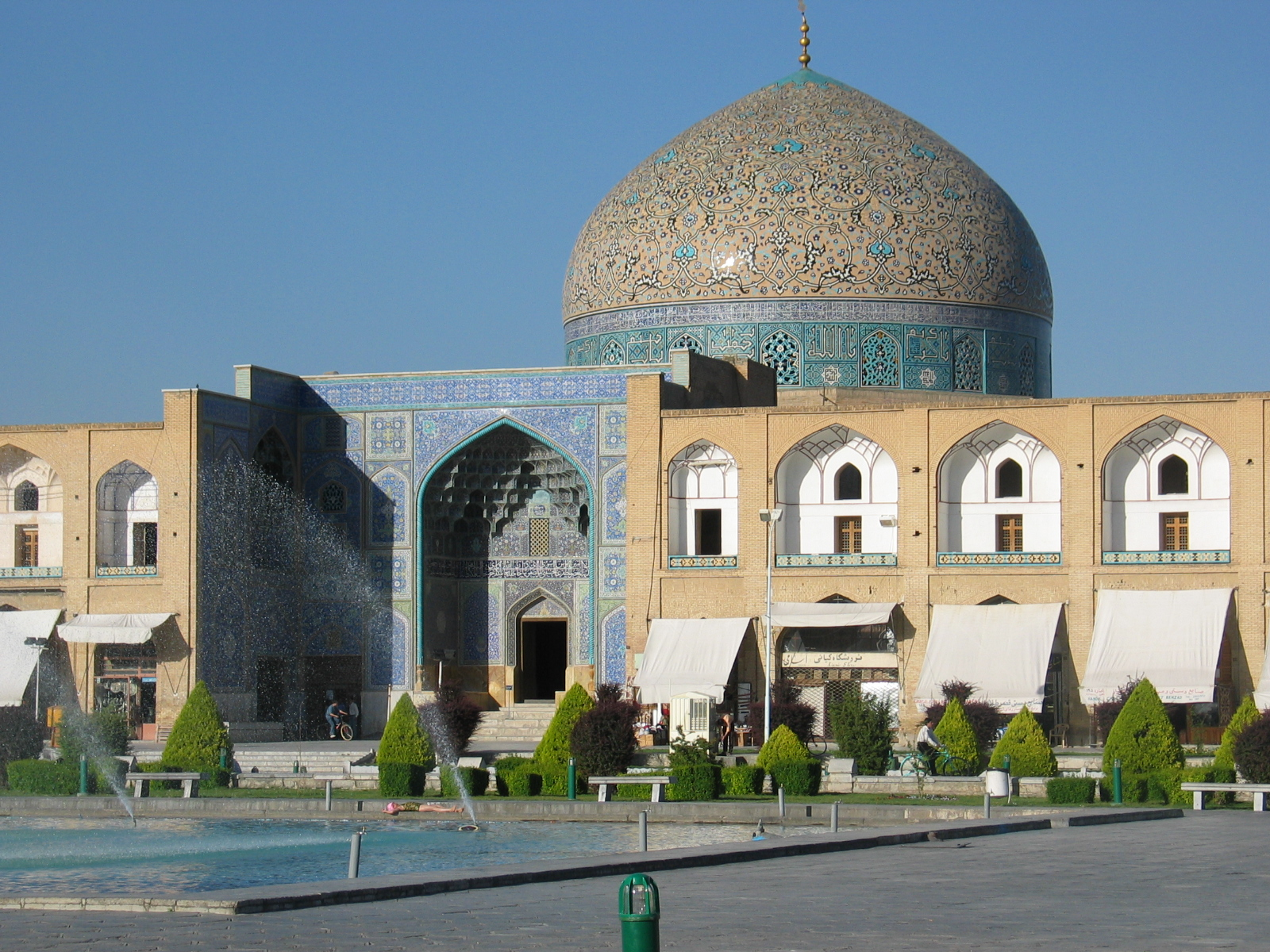
Arabesc gigantic pe cupola Moscheii lui Lotfollah din Isfahan (Iran), secolul al XVII-lea
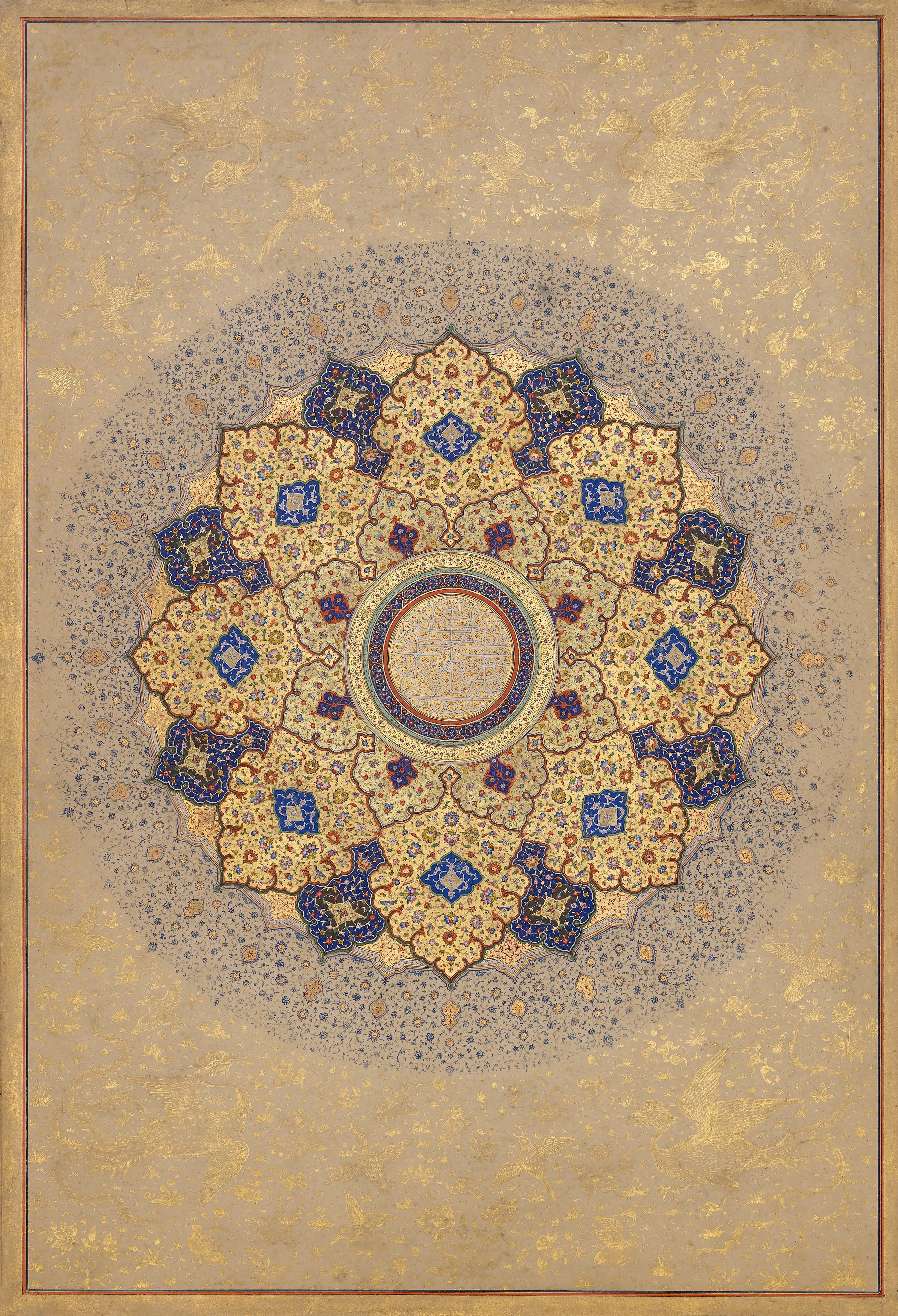
„Rozetă care poartă numele și titlurile șahului Jahan”, pagină din albumul șahului Jahan, circa 1645, în Muzeul Metropolitan de Artă

### Semnificația în islam

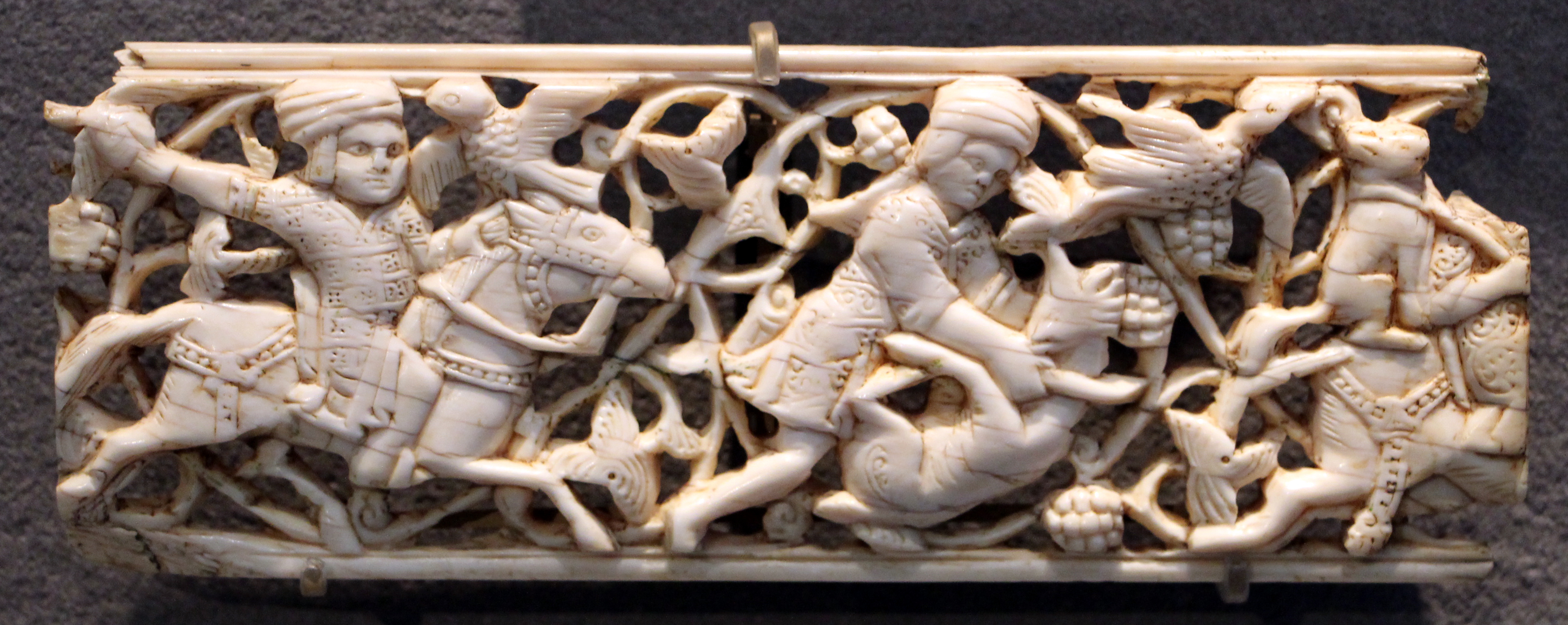
Arabesc în spatele unor vânători pe o placă de fildeș, secolele al XI-lea-al XII-lea, din Egipt

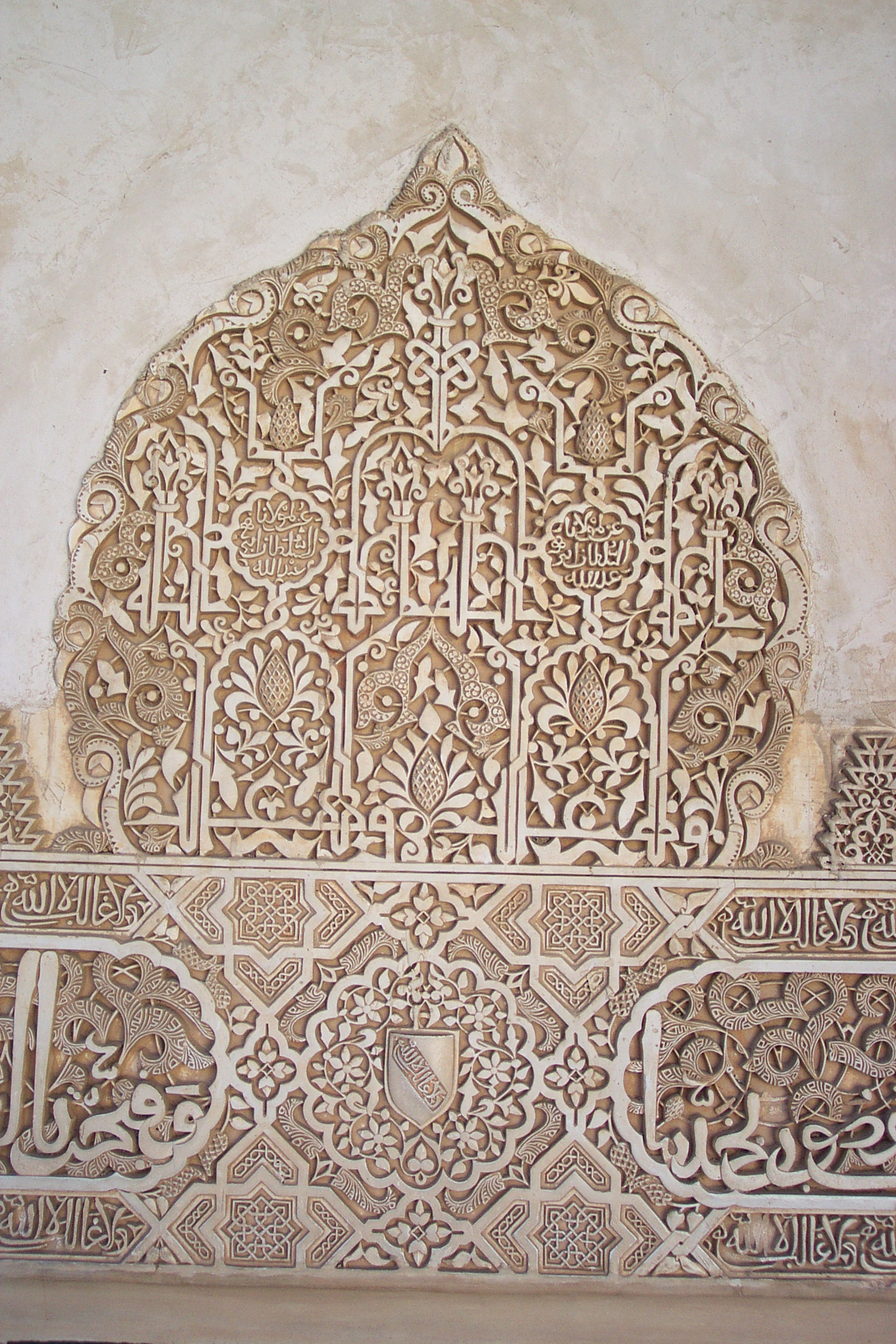
Trei moduri: arabescuri, modele geometrice și caligrafie folosite împreună într-o curte din Alhambra (Granada, Spania)

Se spune adesea că arabescurile și modelele geometrice ale artei islamice apar din viziunea islamică asupra lumii (vezi mai sus). Reprezentarea animalelor și a oamenilor e în general descurajată, ceea ce explică preferința pentru modele geometrice abstracte.
Există două moduri în arta arabescurilor. Primul amintește principiile care guvernează ordinea lumii. Principiile astea includ elementele esențiale a ceea ce face obiectele să fie structurale și, prin extensie, frumoase (adică unghiul și formele fixe-statice pe care le creează). În primul mod, fiecare formă geometrică care se repetă are un simbolism încorporat atribuit ei. De exemplu, pătratul, cu cele patru laturi egale, simbolizează elementele la fel de importante ale naturii: pământul, aerul, focul și apa. Fără oricare dintre cele patru, lumea fizică, reprezentată de un cerc care înscrie pătratul, s-ar prăbuși asupra sa și ar înceta să mai existe. Al doilea mod se bazează pe natura curgătoare a formelor de plante. Acest mod amintește de natura feminină a vieții. În plus, la inspecția numeroaselor exemple de artă a arabescurilor, unii ar susține că există, de fapt, un al treilea mod, modul caligrafiei islamice.
În loc să amintească ceva legat de „adevărata realitate” (realitatea lumii spirituale), islamul consideră caligrafia o expresie vizibilă a celei mai înalte arte; arta cuvântului vorbit (transmiterea gândurilor și a istoriei). În Islam, cel mai important document care trebuie transmis oral e Coranul. Proverbe și pasaje complete din Coran pot să fie văzute astăzi în arta arabescurilor. Reuniunea acestor trei forme creează arabescul, iar el e o reflectare a unității care rezultă din diversitate; un principiu de bază al Islamului.
Arabescul poate să fie considerat atât artă cât și știință. Opera de artă e în același timp precisă din punct de vedere matematic, plăcută din punct de vedere estetic și simbolică. Datorită dualității ăsteia a creației, partea artistică a ecuației poate să fie subdivizată atât în operele laice cât și în cele religioase. Cu toate astea, pentru mulți musulmani nu există nicio distincție; toate formele de artă, lumea naturală, matematica și știința sunt văzute ca fiind creații ale lui Dumnezeu și, prin urmare, reflectări ale aceluiași lucru: voința lui Dumnezeu exprimată prin creația sa. Cu alte cuvinte, omul poate să descopere formele geometrice care constituie arabescul, dar acele forme au existat mereu înainte ca parte a creației lui Dumnezeu, așa cum se arată în această imagine.
Există o mare asemănare între arabescurile din regiuni geografice foarte diferite. De fapt, asemănările sunt atât de pronunțate încât uneori e greu pentru experți să afle de unde provine un anumit stil de arabesc. Motivul e că știința și matematica care sunt folosite pentru crearea arabescurilor sunt universale. Prin urmare, pentru majoritatea musulmanilor, cele mai bune opere de artă care pot să fie create de om ca să fie folosite în moschee sunt opere de artă care afișează ordinea și unitatea de bază a naturii. Ei cred că ordinea și unitatea lumii materiale e o simplă aproximare fantomatică a lumii spirituale, care pentru mulți musulmani e locul în care există singura realitate adevărată.  Prin urmare, formele geometrice descoperite exemplifică această realitate perfectă, deoarece creația lui Dumnezeu a fost ascunsă de păcatele omului.
Greșelile din repetări pot să fie introduse intenționat ca o demonstrație de umilință de către artiștii care cred că numai Allah poate să producă perfecțiune, chiar dacă teoria asta e contestată. Arabescurile constă într-o serie de forme geometrice repetate care sunt ocazional însoțite de caligrafie. Ettinghausen et al. descrie arabescul ca un „design vegetal constând în palmete complete ... și jumătăți [ca] un model continuu nesfârșit... în care fiecare frunză crește din vârful alteia.” Pentru adepții Islamului, arabescul simbolizează credința lor unită și modul în care culturile islamice tradiționale văd lumea.

## Terminologie și cele vestice

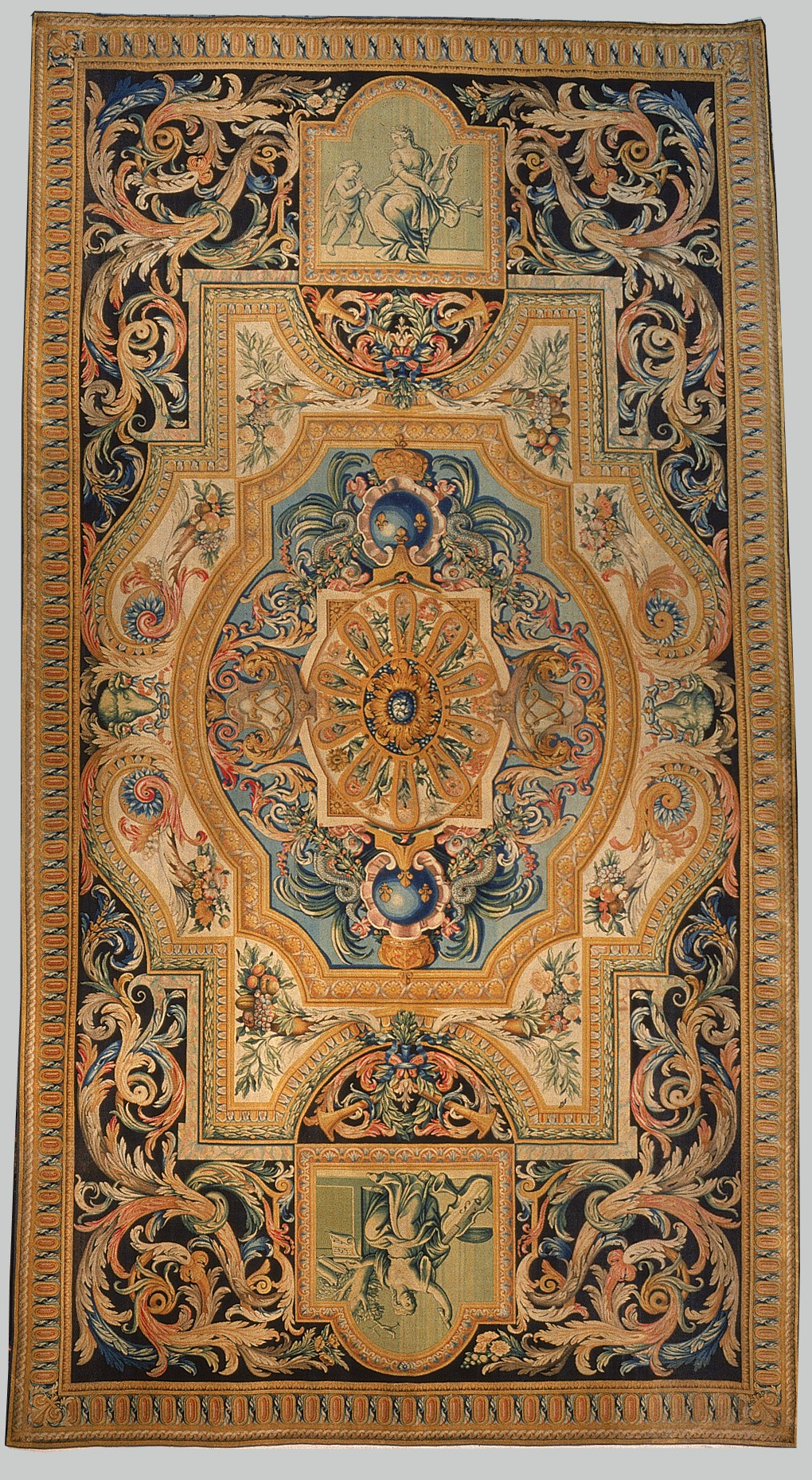
Simțul francez al arabescului: un covor de Savonnerie în stilul Ludovic al XIV-lea, circa 1685-1697, făcut din lână, în Muzeul Metropolitan de Artă (New York City)

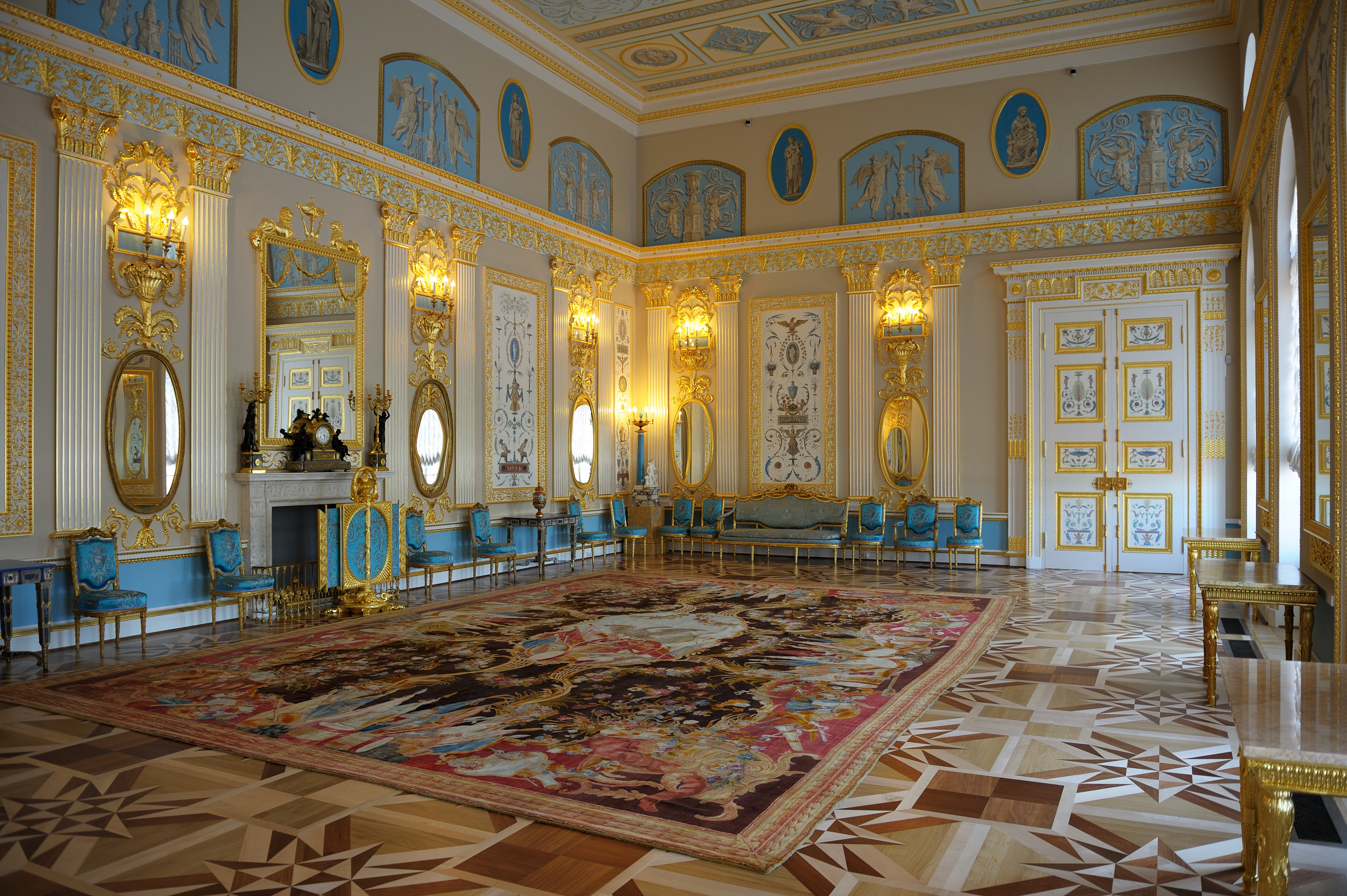
Ceea ce e numit „Camera Arabesc” a Palatului Ecaterina, cu ornamente grotești neoclasice

Arabesque este un termen francez derivat de la cuvântul italian arabesco, care înseamnă „în stilul arab”. Termenul a fost folosit pentru prima dată în italiană, unde rabeschi a fost folosit în secolul al XVI-lea ca termen pentru „ornamente de pilastru cu decor de acantă”, în mod specific „volute de rulare” care se desfășurau vertical pe un panou sau pilastru, mai degrabă decât orizontal de-a lungul unei frize. Cartea Opera nuova che insegna a le donne a cuscire … laqual e intitolata Esempio di raccammi (O Nouă Lucrare care Învață Femeile să Coasă ... Intitulată „Mostre de Broderie”), publicată la Veneția în 1530, include „groppi moreschi e rabeschi”, noduri maure și arabescuri.
Un alt termen înrudit e moresc/moresque, adică „maur”; A Dictionarie of the French and English Tongues (Un Dicționar de Limbi Franceze și Engleze) din 1611, de Randle Cotgrave, definește acest lucru ca: „o pictură grosolană sau antică, sau sculptură, în care picioarele și cozile fiarelor etc. sunt amestecate cu, sau făcute să semene, cu un fel de frunze sălbatice, etc.” și „arabesc”, în prima sa folosire citată în OED (dar ca un cuvânt francez), ca „o înfloritură mică și curioasă”. În Franța, „arabescul” apare pentru prima dată în 1546, și „a fost aplicat pentru prima dată în ultima parte a secolului al XVII-lea” ornamentului grotesc, „în ciuda originii clasice a celui din urmă”, mai ales dacă nu există figuri umane - distincție încă adesea făcută, dar nerespectată în mod constant.
În secolele următoare, cei trei termeni grotesc, moresc și arabesc (sau grotesque, moresque și arabesque) au fost folosiți în mare parte interschimbabil în engleză, franceză și germană pentru stilurile de decorare derivate cel puțin la fel de mult din trecutul european ca și din lumea islamică, „grotescul” căpătând treptat principalul său sens modern, legat mai mult de garguii și caricatura gotice decât de pictura romană în stil pompeian sau de modelele islamice. Între timp, cuvântul „arabesc” se aplica acum artei islamice în sine, cel târziu în 1851, când John Ruskin îl folosește în Pietrele Veneției. Scriitorii din ultimele decenii au încercat să salveze distincții semnificative între cuvinte din epava confuză a surselor istorice.

Peter Fuhring, specialist în istoria ornamentelor, spune că (și în context francez): 
Ornamentul cunoscut sub numele de moresque (moresc) în secolele al XV-lea și al XVI-lea (dar acum mai frecvent numit arabesque (arabesc)) e caracterizat de volute bifurcate compuse din ramuri care formează modele de frunziș întrețesute. Aceste motive de bază au dat naștere a numeroase variante, de exemplu, unde ramurile, în general cu caracter liniar, erau transformate în curele sau benzi. ... E caracteristic morescului, care este în esență un ornament de suprafață, faptul că e imposibil să fie localizat începutul sau sfârșitul modelului. ... Provenind din Orientul Mijlociu, au fost introduse în Europa continentală prin Italia și Spania ... Exemple italiene ale acestui ornament, care a fost de obicei folosit pentru legarea cărților și broderii, sunt cunoscute încă de la sfârșitul secolului al XV-lea.
Fuhring remarcă faptul că grotescurile erau „numite în mod confuz arabescuri în Franța secolului al XVIII-lea”, dar în terminologia sa „principalele tipuri de ornamente care apar în gravurile franceze din secolul al XVI-lea... pot să fie împărțite în două grupuri. Primul include ornamente adoptate din antichitate: grotescuri, ornamente arhitecturale ca ordinele, volutele de frunziș și elemente autonome ca trofee și vaze. Un al doilea grup, mult mai mic decât primul, cuprinde ornamente moderne: morescuri, benzi întrețesute, și elemente precum cartușele...”, categorii despre care continuă să discute individual.
Stilul moresc sau arabesc a fost deosebit de popular și de lungă durată în arta occidentală a decorării cărților: legături de cărți decorate cu ornamente aurii, chenare pentru ilustrații și ornamente ale imprimantei pentru decorarea spațiilor goale de pe pagină. În domeniul ăsta, tehnica de prelucrare a aurului a ajuns și ea în secolul al XV-lea din lumea islamică și, într-adevăr, o mare parte a pielii în sine a fost importată de acolo. Motive mici în acest stil au continuat să fie folosite de designerii de cărți conservatori până în prezent.
Potrivit lui Harold Osborne, în Franța, „dezvoltarea caracteristică a benzii combinate cu arabesc francez care derivă din morescul cu frunziș decorativ de acantă care radiază de pe volute în formă de C conectate prin bare scurte”. Aparent, începând din broderie, apare apoi în designul de grădini înainte să fie folosit în schemele decorative manieriste nordice pictate „cu un medalion central combinat cu acante și alte forme” de Simon Vouet și apoi Charles Lebrun. Designurile mai mai exuberante de arabescuri ale lui Jean Bérain cel Bătrân sunt o „sugerare” timpurie a rococoului, care urma să ducă arabescul în trei dimensiuni în reliefuri.

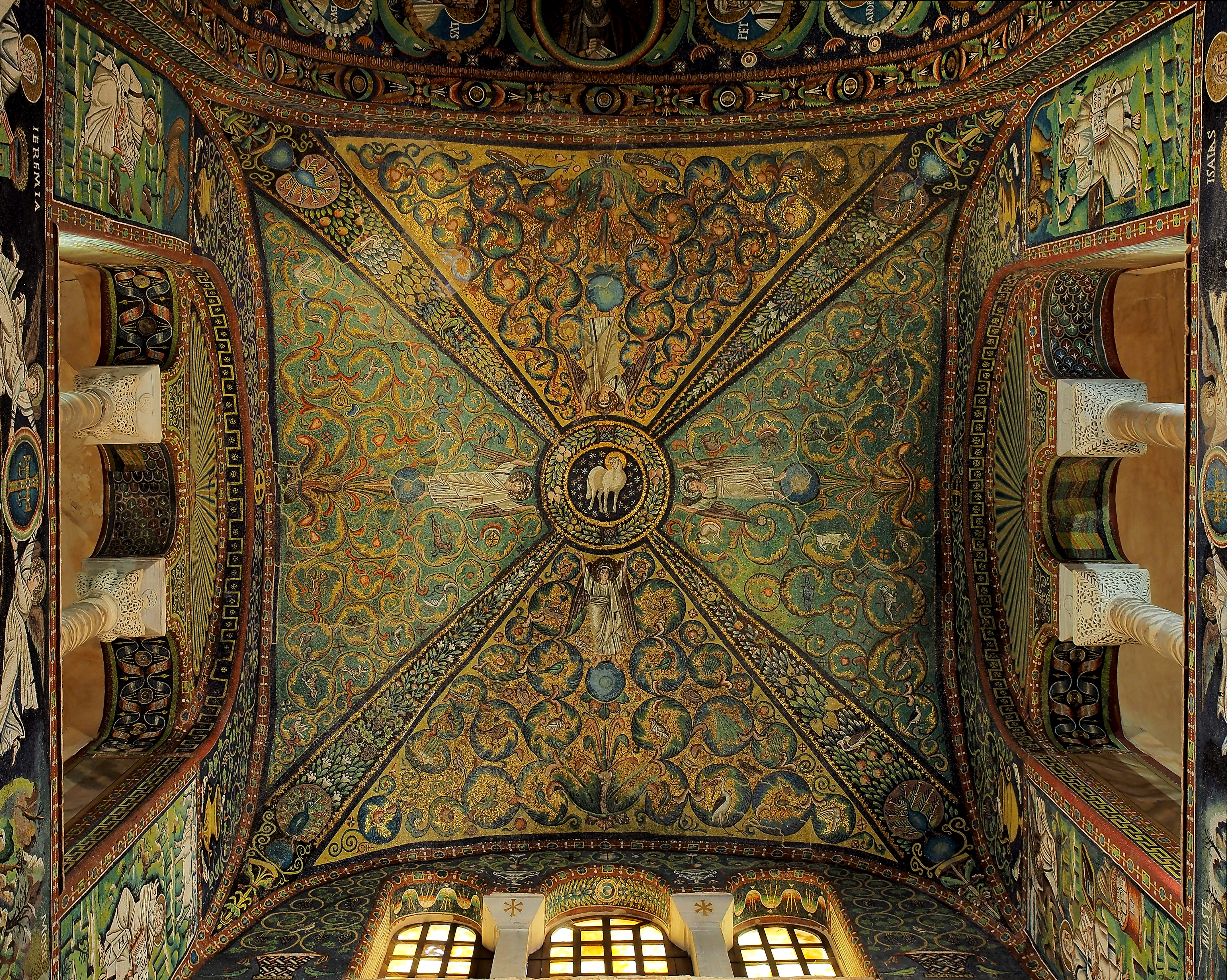
Mozaicuri bizantine cu arabescuri pe un tavan din Bazilica San Vitale (Ravenna, Italia)
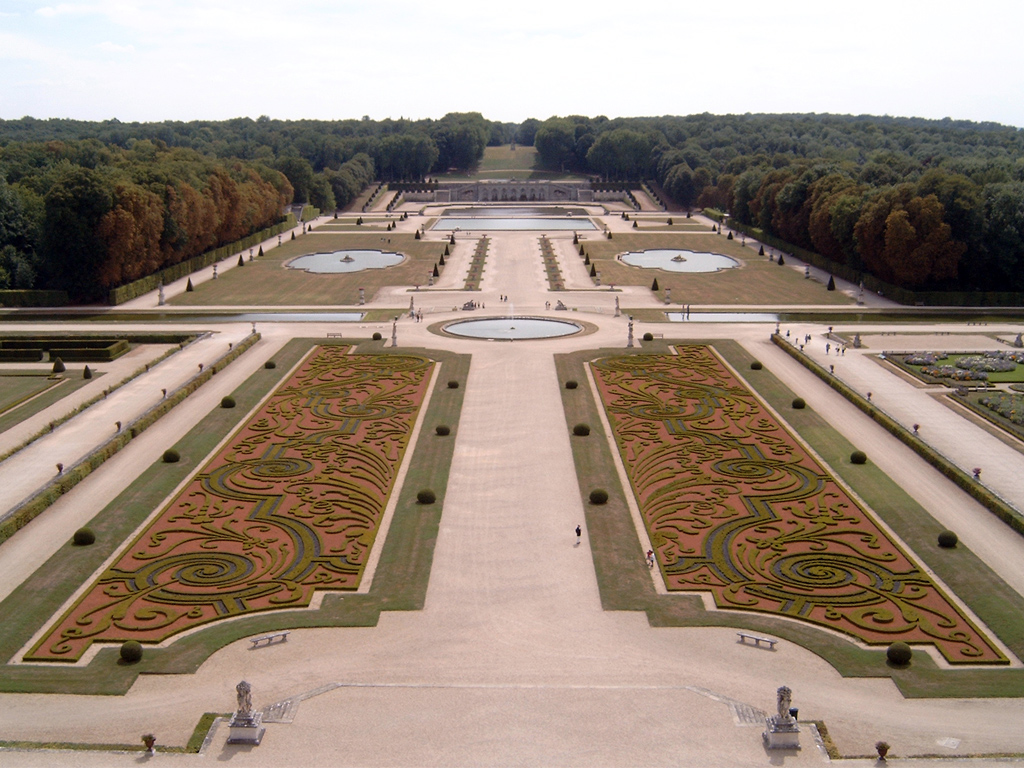
Grădină franceză cu arabescuri la Castelul Vaux-le-Vicomte din Franța
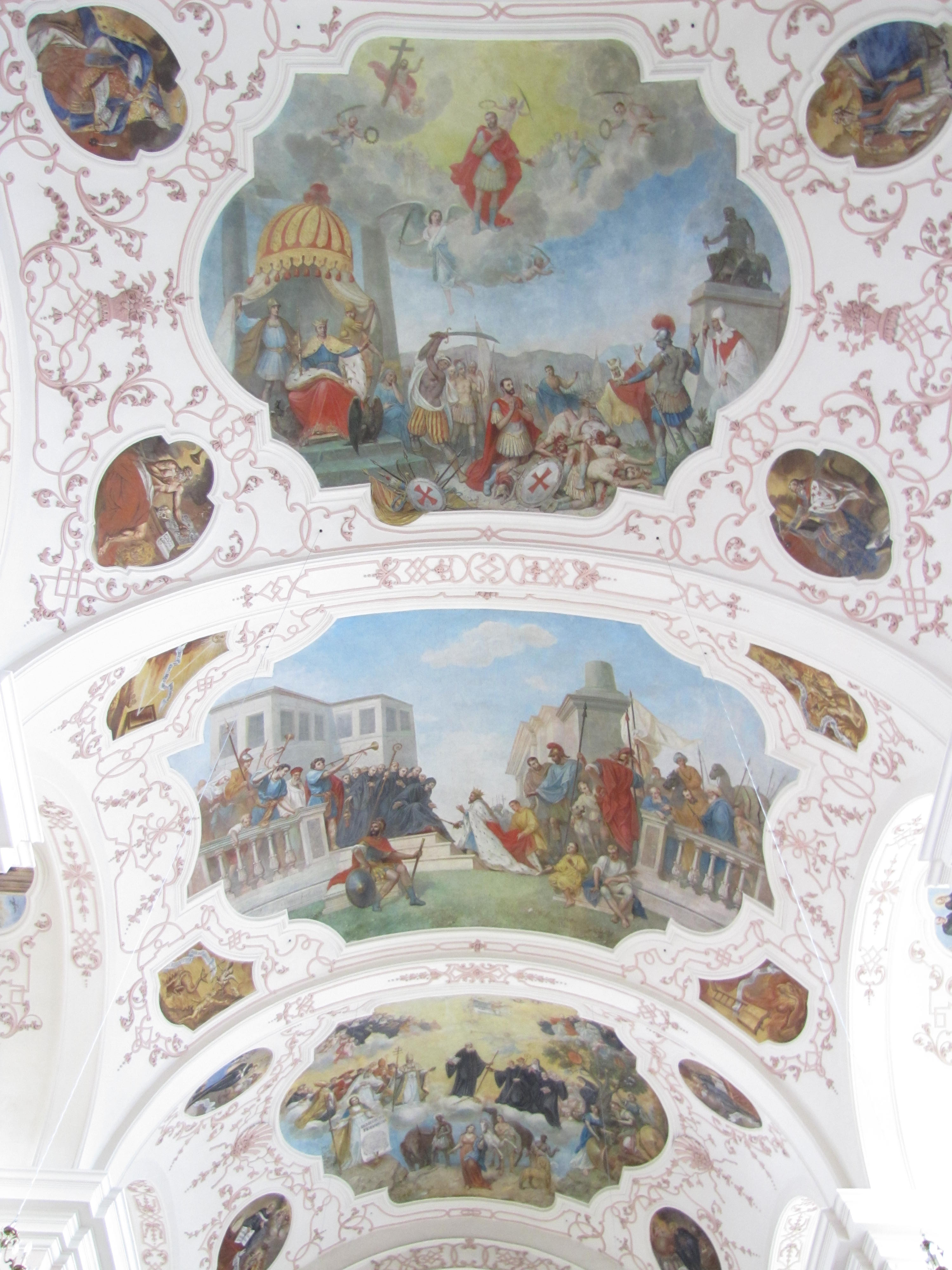
Stucaturi cu arabescuri în Biserica Sfântul Mauriciu din Ebersmunster (Alsacia, Franța), anii 1740
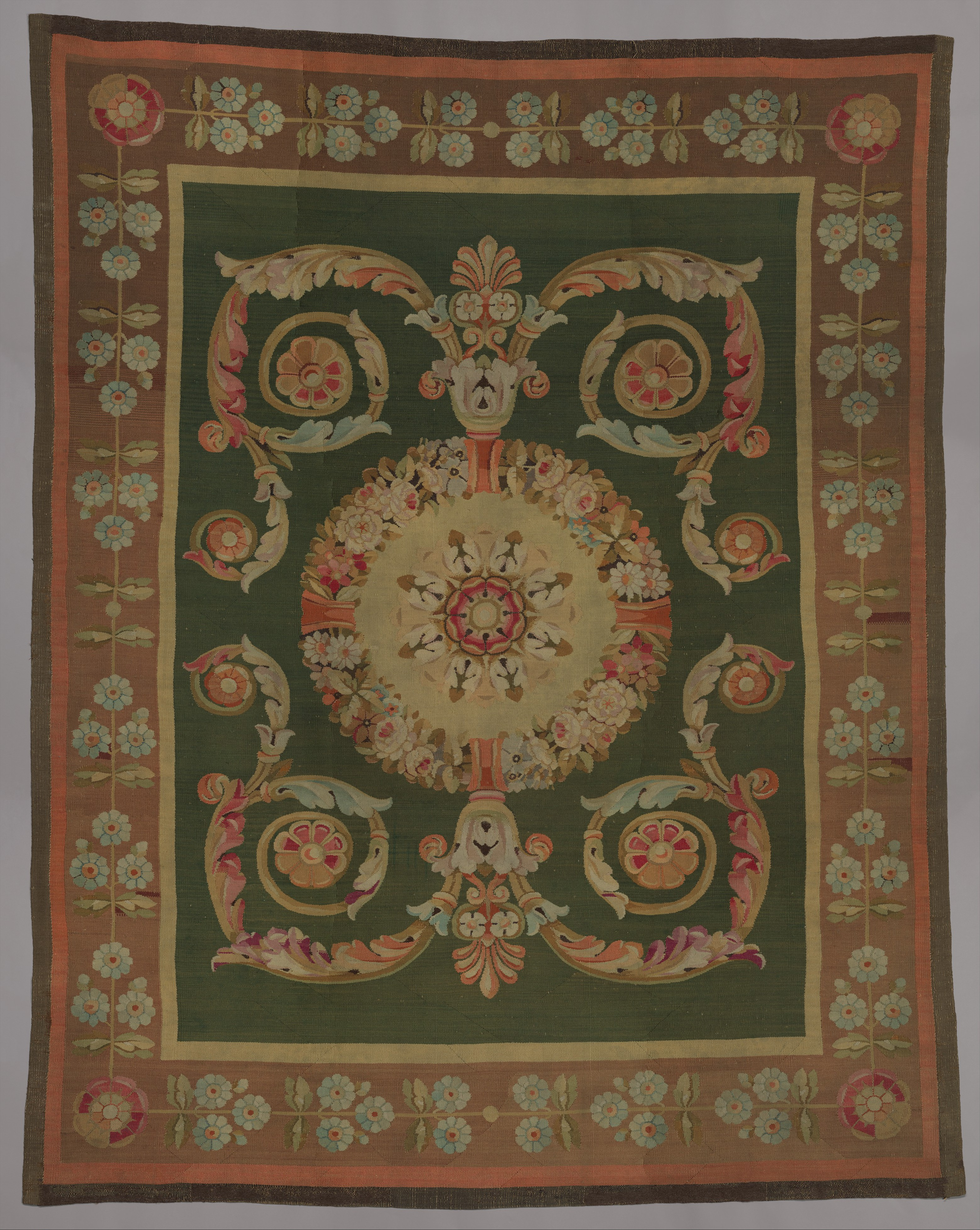
Covor Empire, 1814–1830, în Muzeul Metropolitan de Artă (New York City)
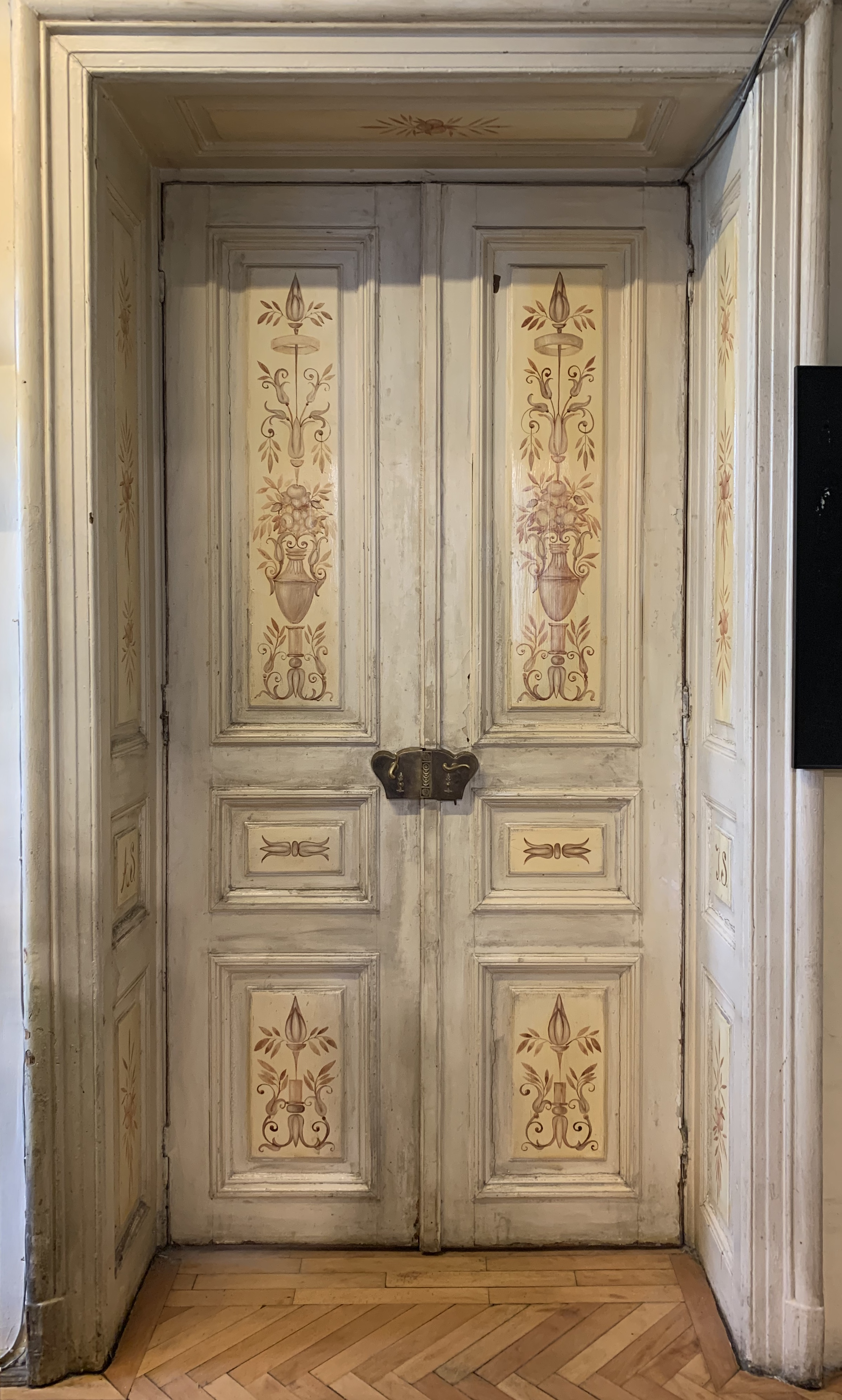
Ușa cu arabescuri pictate pe ea, în Casa Dimitrie Sturdza din București

## În tipărire
O folosire majoră a arabescurilor a fost tipărirea artistică, de exemplu a coperților de cărți și a decorării paginilor.  Repetarea modelelor geometrice a funcționat bine cu tipărirea tradițională, pentru că ele puteau să fie tipărite cu litere metalice dacă tipul era așezat împreună; deoarece desenele și modelele nu au nicio legătură specifică cu semnificația unui text, tipul poate să fie refolosit în multe ediții diferite ale diferitelor lucrări. Robert Granjon, un tipograf francez din secolul al XVI-lea, a fost creditat cu prima tipărire cu arabescuri cu adevărat interconectată, dar alte tipografii au folosit multe alte tipuri de ornamente în trecut. Ideea a fost folosită rapid de multe alte tipografii. După o perioadă de neufolosire în secolul al XIX-lea, când un aspect mai minimal al paginii a devenit popular printre tipografii ca Bodoni și Didot, conceptul a revenit la popularitate odată cu venirea mișcării Arts and Crafts. Multe cărți fine din anii 1890-1960 sunt decorate cu arabescuri, uneori pe coperte broșate. Multe fonturi digitale cu serife includ arabescuri considerate ca fiind complementări ale dispoziției fontului; sunt, de asemenea, de obicei vândute ca modele separate.

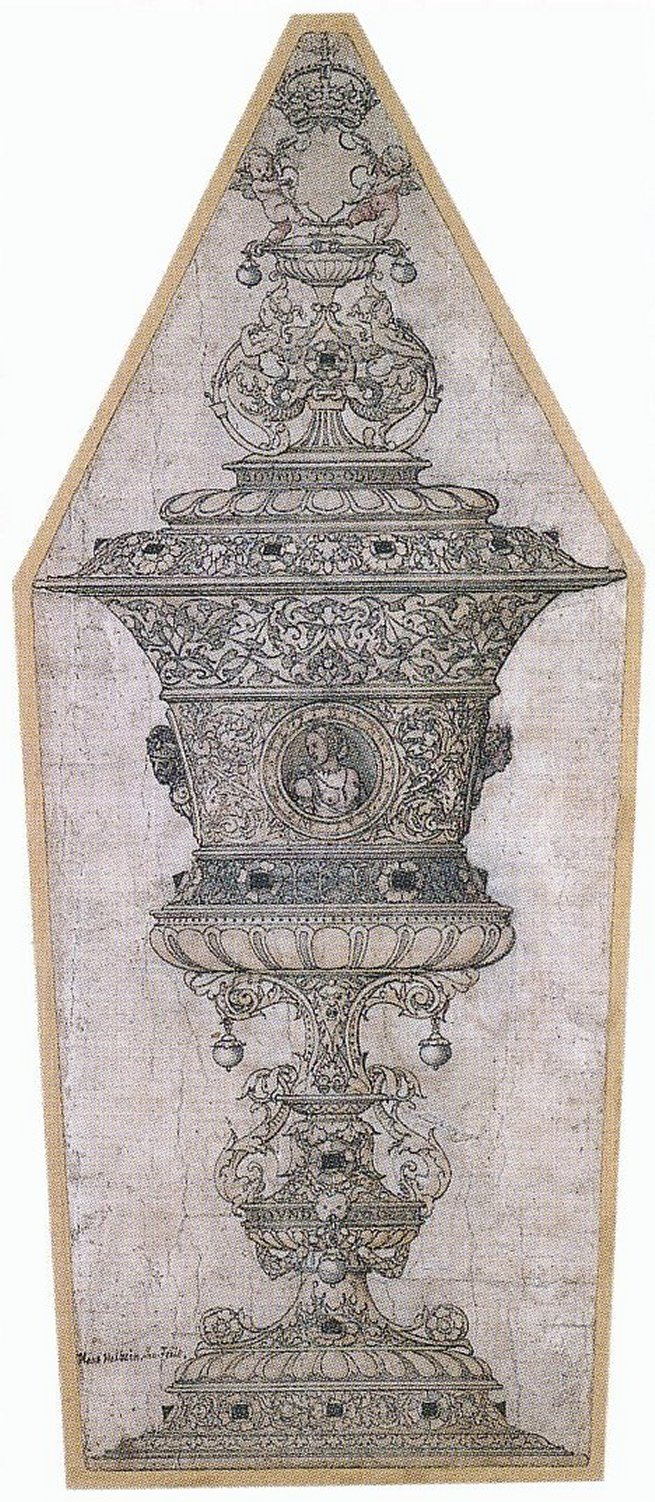
Design pentru o Cupă pentru Jane Seymour, Hans Holbein cel Tânăr și Atelierul, 1536, cu zone cu arabescuri și morescuri de inspirație islamică, și cu volute cu acante de inspirație clasică
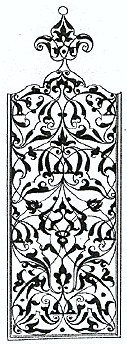
Print cu arabescuri cu morescuri, de Peter Flötner (mort în 1546)
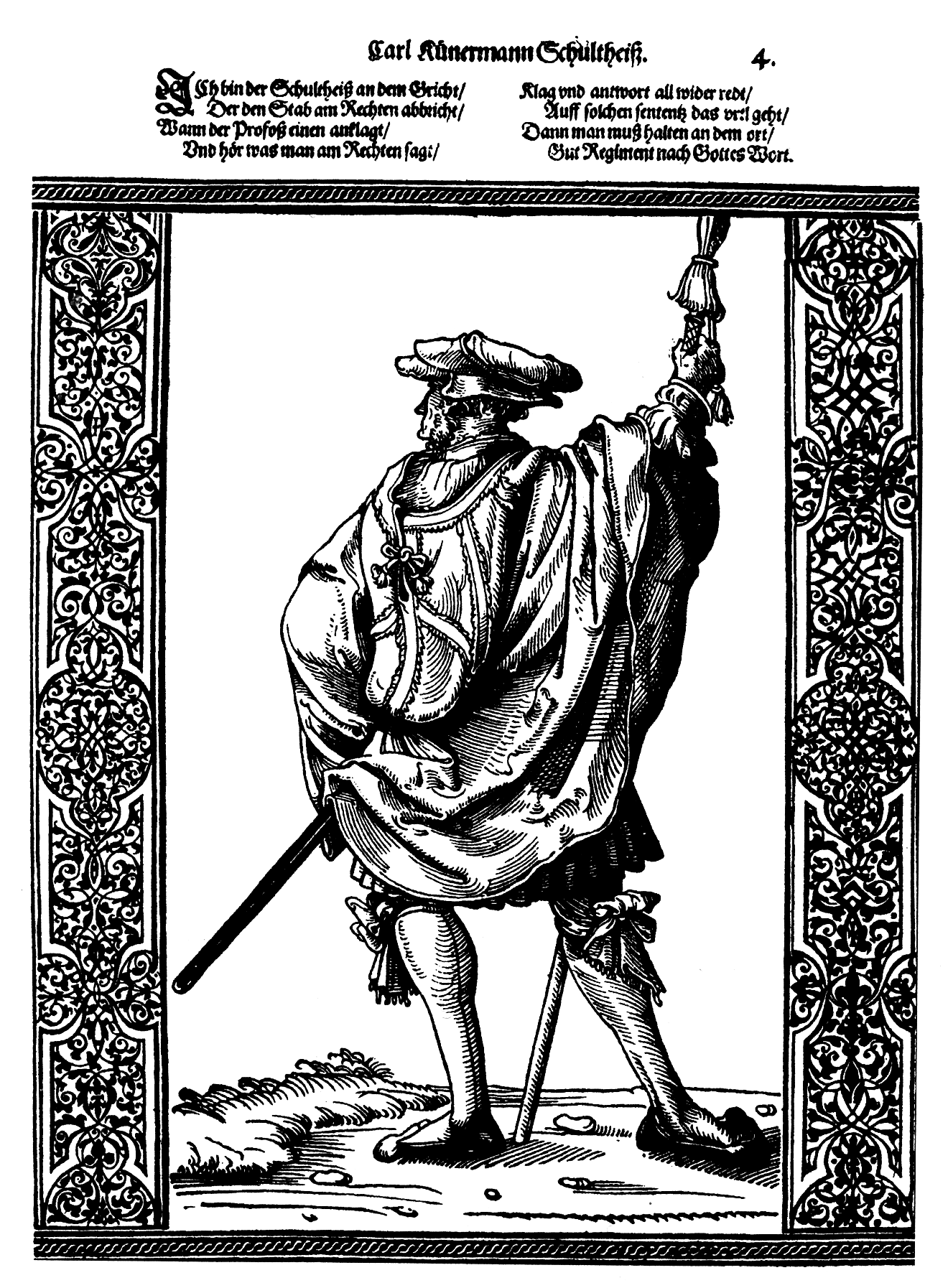
Margini de arabescuri sau morescuri pe un print de Peter Flötner
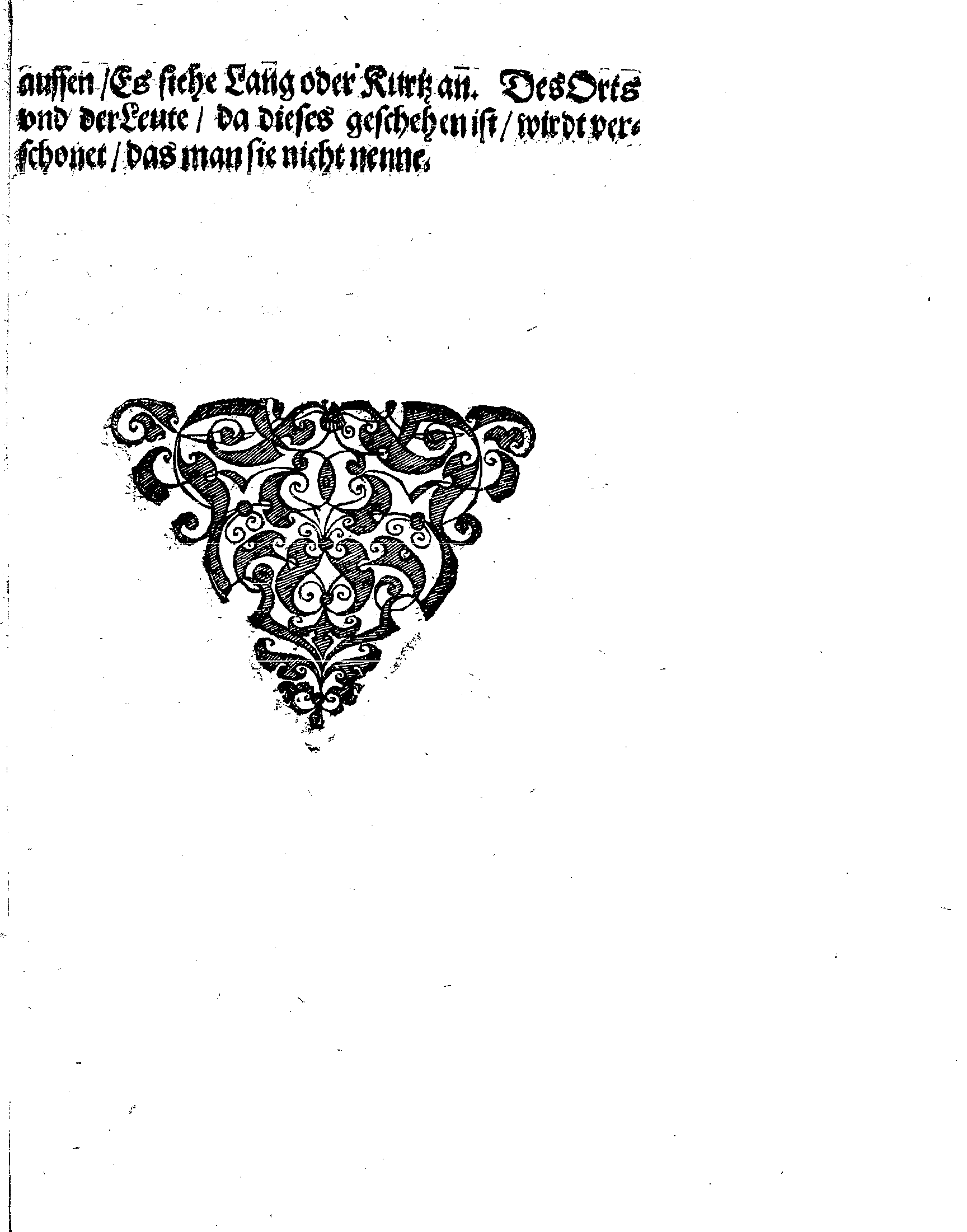
Arabesc sau moresc german din secolul al XVII-lea
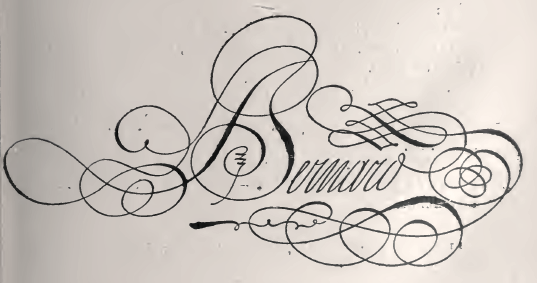
Înfloritură cu arabesc a unei semnături